# Csopey Antal
Csopey Antal (Száldobos, 1816. – Ungvár, 1877. szeptember 10.) teológiai doktor, görögkatolikus kanonok, káptalani helynök, címzetes apát, szentszéki tanácsos.

## Élete
Apja lelkész volt. Csopey a gimnáziumot Máramarosszigeten végezte, a bölcseletet Pesten hallgatta. Teológiai tanulmányait Nagyszombatban kezdte meg, majd Ungváron fejezte be. 1839-ben szentelték pappá, ezután Bocskón lett segédlelkész másfél évig. Ekkor Pestre ment, ahol doktori oklevelet szerzett. Miután visszatért megyéjébe, kinevezték a papnövendékek lelkészévé. Hazai jogot, 1845-ben pedig erkölcstant és pásztorkodástant is tanított a papnevelőben. 1855-ben ungvári kanonok lett és a kormány kinevezte a megye népoktatási tanintézeteinek királyi főfelügyelőjévé. A munkácsi görögkatolikus püspöknek, Popovits Vazulnak 1864. október 19. történt halálával a püspökség ideiglenes kormányzatával bízták meg.
Irodalmi téren a magyar óhitűek számára lefordította görög eredetiből a szertartásukat. Neveléstan kézikönyvet írt a papnevelőintézetnek, valamint egy másik művet a szertartások magyarázatáról.